# Milutin Vučinić
Milutin Vučinić (na crnogor. ćiril. Милутин Вучинић, Piperi, Kneževina Crna Gora 12. travnja 1869. – Rim, Italija 31. kolovoza 1922.) crnogorski divizijski general (orig. divizijar), posljednji premijer crnogorske kraljevske vlade, jedan od organizatora Božićne pobune 1919. godine, borac Za Pravo, Čast i Slobodu Crne Gore.

### Vojnička karijera
Časničku školu završio u Italiji, sudionik crnogorskih oslobodilačkih ratova (1912. – 1913.), sa svojom postrojbom u svibnju 1913. umarširao u Skadar (Albanija). 
Tijekom Prvog svjetskog rata zapovjednik 3. divizije crnogorske kraljevske vojske. 
1916. austro-ugarske okupacijske vlasti ga interniraju. 

### U egzilu
Svršetkom rata, srpske vojne vlasti su ga uhitile kao potencijalnog protivnika Podgoričke skupštine a uoči Božićne pobune ga opet uhićuju. No, general Vučinić, skupa s 12 crnogorskih časnika, bježi iz zatvora Jusovača iz Podgorice za Albaniju, a onda za Italiju.

### Premijer i ministar vojske
U Vladi Kraljevine Crne Gore, čije je sjedište bilo u Rimu, od 12. ožujka 1919. general Vučinić je ministar vojske, pa u tome svojstvu naredne dvije godine radi na organiziranju vojarni evakuirane Crnogorske vojskeu Italiji.
Lipnja 1921. kraljica Milena Petrović (supruga tada pokojnoga kralja Nikole I. Petrovića), postavlja ga za predsjednika crnogorske kraljevske vlade u egzilu. Na toj ga je dužnosti zatekla smrt.
General Vučinić nositelj je brojnih crnogorskih, ruskih i srpskih vojnih odličja. 
Sahranjen je u Rimu.

## Vanjske poveznice
- Portret divizijara Milutina Vučinića